# 川田隆
川田 隆（かわた たかし、1957年1月21日 - ）は、自由民主党所属の日本の政治家。衆議院議員（1期）を務めた。

## 経歴
- 1957年 - 静岡県生まれ[2]。
その後、駒澤大学法学部政治学科を卒業後、衆議院議員の私設秘書を務める[3]。
- 1999年 - 自由民主党静岡県連職員[3]。
- 2008年 - 自民党静岡県連事務局長[3]。
- 2012年 - 第46回衆議院議員総選挙比例東海ブロックに自民党から比例単独33位で出馬し初当選。
- 2014年 - 第47回衆議院議員総選挙比例東海ブロックに自民党から比例単独34位で出馬し落選。
- 2017年 - 第48回衆議院議員総選挙比例東海ブロックに自民党から比例単独34位で出馬し落選。

## 所属団体・議員連盟
- 神道政治連盟国会議員懇談会
- TPP交渉における国益を守り抜く会